# Каплун Віталій Григорович
Віта́лій Григо́рович Каплу́н (нар. 11 серпня 1938, село Каскада, нині Новоушицького району Хмельницької області) — український учений, який створив наукову школу іонно-плазмового зміцнення металів в антикрихкісному середовищі. Доктор технічних наук (1991), професор (1991).

## Життєпис
Народився в сім'ї службовця. 1955 року, закінчивши середню школу, вступив до Львівського лісотехнічного інституту, який 1960 року закінчив із відзнакою та здобув диплом інженера-технолога з фаху «Лісоінженерна справа». Працював конструктором, заступником начальника та начальником цеху Заволжського деревообробного заводу № 3 тресту № 15 «Будіндустрія» Горьковської області.
У 1963—1966 роках навчався в аспірантурі Львівського лісотехнічного інституту. 1968 року захистив кандидатську дисертацію.
Від 1966 року за направленням Міністерства освіти УРСР працював на посадах асистента та старшого викладача у Хмельницькому філіалі Українського поліграфічного інституту імені Івана Федорова. У 1968—1978 роках працював у Хмельницькому технологічному інституті побутового обслуговування на посаді доцента. У 1978—1988 роках очолював кафедру деталей машин і теорії механізмів і машин цього навчального закладу.
Від 1988 року перебував у творчій відпустці для написання докторської дисертації, яку успішно захистив 1991 року. У 1994—2008 роках був проректором з наукової роботи Хмельницького національного університету (ХНУ), від 2008 року — професор кафедри машинознавства і директор Науково-дослідного інституту ХНУ з трибології і матеріалознавства.